# Jiva! – Tanz für deine Zukunft
Jiva! – Tanz für deine Zukunft (Originaltitel: Jiva!)  ist eine südafrikanische Dramaserie, die von Blue Ice Africa für Netflix produziert wird. Die Serie wurde am 24. Juni 2021 mit deutscher Synchronisation weltweit auf Netflix veröffentlicht.

## Handlung
Ntombi, eine junge ehrgeizige aber zugleich frustrierte Straßentänzerin aus einem Arbeiterviertel in Umlazi, einem Stadtteil der südafrikanischen Stadt Durban, kämpft mit familiären Problemen, einem perspektivlosen Job sowie einem konfliktreichen Liebesleben, und stellt fest, dass ihre Leidenschaft fürs Tanzen ihr einen Weg eröffnetet, der sie wenn alles klappt, aus dieser Misere herausholen könnte. Auf ihren Weg dahin, gründet Ntombi eine Tanzgruppe namens Trollies, bestehend aus vier weiteren unglaublich talentierten, aber auch sehr unterschiedlichen Tänzerinnen namens Vuyiswa, Zinhle, Lady E und Nolwazi. Gemeinsam müssen sie viele Herausforderungen meistern, sich gegen ihre Rivalen behaupten sowie ihren Ängsten stellen, und gleichzeitig das familiäre Chaos bewältigen.

## Besetzung und Synchronisation
Die deutschsprachige Synchronisation entstand nach den Dialogbüchern von Susanne Schwab sowie unter der Dialogregie von Tarek Helmy durch die Synchronfirma Christa Kistner Synchronproduktion GmbH in Berlin.
| Rolle                        | Schauspieler         | Synchronsprecher     |
| ---------------------------- | -------------------- | -------------------- |
| Ntombi                       | Noxolo Dlamini       | Elisa Bannat         |
| Vuyiswa                      | Candice Modiselle    | Esra Vural           |
| Zinhle                       | Sne Mbatha           | Anne Düe             |
| Lady E                       | Stella Dlangalala    | Julia Kaufmann       |
| Nolwazi                      | Zazi Kunene          | Giovanna Winterfeldt |
| Makhekhe „Nathi“             | Ntuthuzelo Grootboom | Amadeus Strobl       |
| DJ Sika                      | Anga Makubalo        | Tobias Müller        |
| Samukelo „Samu“              | Given Stuurman       | Nicolas Rathod       |
| Bra Zo                       | Tony Kgoroge         | Matti Klemm          |
| Thuleleni                    | Sibulele Gcilitshana | Lara-Sophie Milagro  |
| Bheki                        | Zamani Mbatha        | Valentin Stilu       |
| Menzi                        | Kagiso Modupe        | Julien Haggège       |
| Mpilo                        | Thulane Shange       | Tim Schwarzmaier     |
| Debrah                       | Celeste Ntuli        | Dela Dabulamanzi     |
| Belinda                      | Siphokazi Kuboni     | Annabelle Mandeng    |
| DJ Happygal                  | DJ Happygal          | Nurcan Özdemir       |
| Bürgermeister Mzwakhe Gumede | Saint Seseli         | Peter Sura           |
| Ntokozo                      | Kananelo Ngaleka     | Flavia Vinzens       |
| Anwalt von Sika              | Wiseman Sithole      | Frank Schaff         |
| Thandi                       | Lucia Mthiyane       | Isabelle Redfern     |
| Mbali                        | Katlego Lebogang     | Ronja Peters         |
| Paul                         | Siv Ngesi            | Raúl Richter         |
| Pusher #1                    |                      | Kaze Uzumaki         |
| Pusher #2                    |                      | Dennis Sandmann      |

## Episodenliste
| Nr.                                                                                | Deutscher Titel        | Originaltitel      |
| ---------------------------------------------------------------------------------- | ---------------------- | ------------------ |
| 1                                                                                  | Tut, was ihr tun müsst | Dala What You Must |
| 2                                                                                  | Die Trollies           | The Trollies       |
| 3                                                                                  | Blitz-Runde            | Flash Round        |
| 4                                                                                  | Richte deine Krone     | Fix Your Crown     |
| 5                                                                                  | Leb dein Leben         | Fetch Your Life    |
| Am 24. Juni 2021 wurden alle Folgen der ersten Staffel bei Netflix veröffentlicht. |                        |                    |